# 龙道一
龙道一（2003年3月6日—），贵州榕江人，中国男子跳水运动员，幼年在榕江县少年儿童业余体操运动学校学习体操，后被招入石家庄市游泳体校跳水队并由此进入河北省跳水队。曾获2024年奧運會男子雙人3米板金牌，2023年世界游泳锦标赛男子双人3米跳板金牌得主和男子3米跳板铜牌得主，他也曾参加2018年世界青少年跳水锦标赛。
除了练习跳水，他还是一名说唱歌手，以艺名“Dragon One”在网易云音乐平台上发布了五首单曲（截止2024年7月）。